# Leptothorax tricolor
Leptothorax tricolor är en myrart som beskrevs av Santschi 1925. Leptothorax tricolor ingår i släktet smalmyror, och familjen myror. Inga underarter finns listade i Catalogue of Life.